# 놓지마 정신줄 (애니메이션)
《놓지마 정신줄》은 대한민국에서 연재된 동명의 웹툰을 원작으로 한 애니메이션이다.

## 제작진

#### 1기
- 책임 프로듀서 : 김찬규
- 기획 : 조경훈, 석종서
- 원작 : 신태훈, 나승훈
- 총감독 : 김근영
- 프로듀서 : 이순주, 석종서, 이종혁, 이수민
- 애니메이션 프로듀서 : 김대수
- 라인 프로듀서 : 김원하
- 애니메이션 제작 : 스튜디오 애니멀, (1, 2기) CJ ENM (1기)
- 시나리오 : 김종민, 신현덕, 윤장하, 최인희, 최윤광
- 스토리 보드 : 김근영, 진의영, 김지연, 김기표 (MQBIG), 고세윤, 유정우, 조승현, 박생기, 이흥수, 김재우, 유재운, 임나운, 박순희, 조명대, 홍수현, 강예지
- 레이아웃 : 김상민, 김우신, 구자국, 이진형, 문영환, 정덕규, 심동준, 최상준, 이찬웅, 염경덕
- 애니메틱 : 김근영, 문성철, 신인정, 박미영, 이상학
- 촬영 감독 : 문성철
- 아트 디렉터 : 주재욱, 김경화
- 캐릭터 디자인 : 이지연, 송서호
- 소품 디자인 : 고태경, 진의영, 김경화
- 배경 디자인 : 주재욱, 우승훈, 김민정, 유선옥
- 배경 : 장선수, 심영민, 이상학, 서강호, 이슬기, 최태미, 장혜리, 이승민, 권용섭, 김수연, 이봉미, 정은아, 김해성, 이대응
- 애니메이션 감독 : 김선용, 김민호, 김대현, 김지영, 김주호, 이일성, 류종완
- 애니메이션 : 김면호, 배운영, 최윤서, 신인정, 박미영, 양연숙, 김인복, 이지연, 배은영, 김미선, 곽주영, 김상겸, 이상훈, 이종대, 한진아, 이종흔, 방재형, 이영숙, 지종률
- 제작 협력 : 스튜디오 카브, 스튜디오 고인돌, 투비스토리, 두루픽스, 레드도어, 롤리팝, 레전드사운드, CIC미디어
- 제작 진행 : 서지환, 유상균, 임수연, 심재은, 한명석, 배지형
- 촬영 · 편집 : 문성철, 심철호, 최범현
- 목소리 출연 : 전태열, 김율, 이선주, 민응식, 이소은, 김새해, 최승훈, 이호산, 여민정, 권성혁, 김명준, 김정훈, 한신, 김채하, 방연지, 여윤미, 임윤선
- 선녹음 : 윤건 (모레코드)
- 녹음 연출 : 신길주
- 조연출 : 김승진
- 녹음 : 김수현 (CIC미디어)
- 음향 감독 : 이영빈
- 음악 감독 : 양광섭
- 오프닝곡 : 놓지마 정신줄
  - 작사 : 징고
  - 작곡 : 징고, 헤비포터
  - 편곡 : 헤비포터
  - 노래 : 슈퍼 키드
- 엔딩곡 : 큰아기 놀아난다
  - 작사 · 작곡 : 박종일
  - 편곡 · 노래 : 아나야

- 홍보 : 박정재
- 홈페이지 : KBS 미디어, 민지선, 홍자인
- 편집 감독 : 최승필
- 컴퓨터 그래픽 : 황은서
- 연출 : 이순주
- 기획 : 김광필 (KBS 외주제작국)
- 제작 : 스튜디오 애니멀 (1, 2기)
- 공동 제작 : 스튜디오 애니멀, CJ ENM (1기)
- 저작권 : 스튜디오 애니멀 ALL RIGHTS RESERVED.

## 방영 목록

### 1기
| 회차       | 방영일          | 주제                 |
| ---------- | --------------- | -------------------- |
| 1화        | 2014년 1월 25일 | 정신줄 놓는 가족     |
| 1화        | 2014년 1월 25일 | 가족 소개            |
| 1화        | 2014년 1월 25일 | 오빠와 여동생        |
| 2화        | 2월 8일         | 여고생들             |
| 2화        | 2월 8일         | 중간고사             |
| 2화        | 2월 8일         | 완벽한 작전          |
| 3화        | 3월 1일         | 가족여행             |
| 3화        | 3월 1일         | 안젤리카             |
| 3화        | 3월 1일         | 정신줄 수사대        |
| 4화        | 3월 8일         | 성적표 위조는 안 돼  |
| 4화        | 3월 8일         | 아르바이트           |
| 4화        | 3월 8일         | 웰컴 투 코리아       |
| 5화        | 3월 15일        | 신입생 환영회        |
| 5화        | 3월 15일        | 엄마의 재테크        |
| 5화        | 3월 15일        | 안젤리카 탄생        |
| 6화        | 3월 22일        | 훈남고               |
| 6화        | 3월 22일        | 엄마의 의심          |
| 6화        | 3월 22일        | 타인의 취향          |
| 7화        | 3월 29일        | 다이어트             |
| 7화        | 3월 29일        | 캐스팅               |
| 7화        | 3월 29일        | 안랙술의 대모험      |
| 8화        | 4월 5일         | 수상한 시선          |
| 8화        | 4월 5일         | 협박왕 등장          |
| 8화        | 4월 5일         | 저주                 |
| 9화        | 4월 12일        | 첫 데이트            |
| 9화        | 4월 12일        | 축제                 |
| 9화        | 4월 12일        | 헤어스타일           |
| 10화       | 4월 19일        | 수능 그 후           |
| 10화       | 4월 19일        | 지방이시네요         |
| 10화       | 4월 19일        | 결과 발표            |
| 11화       | 4월 26일        | 직장 생활            |
| 11화       | 4월 26일        | 깜찍이의 포토에세이  |
| 11화       | 4월 26일        | 암호명 블랙로즈      |
| 12화       | 5월 3일         | 커플대격돌           |
| 12화       | 5월 3일         | 성공 신화            |
| 13화       | 5월 10일        | 돈줄교               |
| 13화       | 5월 10일        | 집에 가자            |
| 14화       | 5월 17일        | 정신줄 스페셜        |
| 14화       | 5월 17일        | 반상회               |
| 15화       | 5월 24일        | 모카노 왕자          |
| 15화       | 5월 24일        | 배드민턴             |
| 15화       | 5월 24일        | 영재 테스트          |
| 16화       | 5월 31일        | 바닥의 정령          |
| 16화       | 5월 31일        | 여름휴가             |
| 16화       | 5월 31일        | 천진난만 주리        |
| 17화       | 6월 7일         | 동아리여행           |
| 17화       | 6월 7일         | 대결, 눈싸움 눈~싸움 |
| 18화       | 6월 28일        | 정구무적             |
| 18화       | 6월 28일        | 그거그거             |
| 18화       | 6월 28일        | 첫심부름             |
| 19화       | 7월 12일        | 전기파리채           |
| 19화       | 7월 12일        | 결전                 |
| 19화       | 7월 12일        | 이상한 성의 앨리스   |
| 20화       | 7월 19일        | 밸런타인 데이        |
| 20화       | 7월 19일        | 영혼 피죤스          |
| 20화       | 7월 19일        | 각자의 사연          |
| 21화       | 7월 26일        | 롤모델               |
| 21화       | 7월 26일        | 무더위와 에어컨      |
| 21화       | 7월 26일        | 정구 교육비          |
| 22화       | 8월 2일         | 부부싸움             |
| 22화       | 8월 2일         | 결혼기념일           |
| 22화       | 8월 2일         | 지방파이브 팬미팅    |
| 23화       | 8월 8일         | 봉사활동             |
| 23화       | 8월 8일         | 알 수 없는 느낌      |
| 24화       | 8월 22일        | 교생실습             |
| 24화       | 8월 22일        | 사랑의 도시락        |
| 25화       | 8월 29일        | 스타킹               |
| 25화       | 8월 29일        | 패키지 해외 여행     |
| 25화       | 8월 29일        | 영어 영어 영어       |
| 최종회(26) | 9월 5일         | 휴식이 필요해        |
| 최종회(26) | 9월 5일         | 안녕 존과 밥         |
| 최종회(26) | 9월 5일         | 아이스크림           |

### 2기
| 회차       | 방영일          | 주제                  |
| ---------- | --------------- | --------------------- |
| 1화        | 2015년 5월 30일 | 뭐 했더라             |
| 1화        | 2015년 5월 30일 | 그 여름               |
| 2화        | 6월 6일         | 긴급 호출             |
| 2화        | 6월 6일         | 부부동반 모임         |
| 3화        | 6월 13일        | 실시간 업데이트       |
| 3화        | 6월 13일        | 그래서 할말이 뭐라고? |
| 4화        | 6월 20일        | 영재 연구원           |
| 4화        | 6월 20일        | 의문의 사나이         |
| 5화        | 6월 27일        | 철수의 입사           |
| 5화        | 6월 27일        | 반전 인터넷 강의      |
| 6화        | 7월 4일         | 예뻐질 거야           |
| 6화        | 7월 4일         | 멋슬 다이어트         |
| 7화        | 7월 11일        | 남훈이의 이벤트       |
| 7화        | 7월 11일        | 남훈이의 진심         |
| 8화        | 7월 18일        | 밀당의 기술           |
| 8화        | 7월 18일        | 최신 가요             |
| 9화        | 7월 25일        | 산업 스파이           |
| 9화        | 7월 25일        | X맨 소동              |
| 10화       | 8월 1일         | 스마트폰이 정지된 날  |
| 10화       | 8월 1일         | 영혼 실험             |
| 11화       | 8월 8일         | 고기뷔페              |
| 11화       | 8월 8일         | 맛에 눈뜨다           |
| 12화       | 8월 22일        | 이상한 징조           |
| 12화       | 8월 22일        | 오빠의 옷             |
| 13화       | 8월 29일        | 열공의 이유           |
| 13화       | 8월 29일        | 특별한 크리스마스     |
| 14화       | 9월 5일         | 충동 구매             |
| 14화       | 9월 5일         | 썬더 로봇청소기       |
| 15화       | 9월 12일        | 귀가 너무 얇아        |
| 15화       | 9월 12일        | 용돈이 필요해         |
| 16화       | 9월 19일        | 급식 레이스           |
| 16화       | 9월 19일        | 소녀의 승부           |
| 17화       | 10월 3일        | 혼돈의 서열관계       |
| 17화       | 10월 3일        | 전설의 노트           |
| 18화       | 10월 10일       | 커플 연결 서비스      |
| 19화       | 10월 17일       | 유기농 농법           |
| 19화       | 10월 17일       | 시식코너              |
| 최종화(20) | 10월 24일       | 놓지마 정신줄 시상식  |
| 최종화(20) | 10월 24일       | 2기 명장면 10선       |